# Thomas Piketty
Thomas Piketty (IPA: /tɔma pikɛti/), född 7 maj 1971 i Clichy, Hauts-de-Seine, är en fransk nationalekonom, som specialiserat sig på studier i ekonomisk ojämlikhet i förmögenhets- och inkomstfördelning.

## Utbildning och karriär
Thomas Piketty studerade nationalekonomi vid École Normale Supérieure (ENS) från 18 års ålder, och vid 22 års ålder blev han filosofie doktor på en avhandling om fördelningspolitik. Han undervisade vid Massachusetts Institute of Technology 1993-1995. År 1995 forskade han vid Centre national de la recherche scientifique (CNRS) och bedrev från 2000 forskning vid École des hautes études en sciences sociales (EHESS).
Han var under tre år rektor (franska: directeur) för och genomförde 2006 sammanslagningen av nationalekonomisk utbildnings- och forskningsverksamhet vid EHESS där han var verksam med motsvarigheterna vid École Normale Supérieure, Université Panthéon-Sorbonne samt CNRS och INRA till  École d'économie de Paris (engelska: Paris School of Economics), men återgick året därefter till forskningsverksamhet vid den institution som han verkat för att grunda.
Piketty har medverkat som krönikör i tidningen Libération och en samling av hans krönikor föreligger i svensk översättning
Inför nyåret 2015 tackade han nej till Hederslegionen, Frankrikes främsta utmärkelse, med motiveringen "Je refuse cette nomination, car je ne pense pas que ce soit le rôle d'un gouvernement de décider qui est honorable" (svenska: Jag vägrar ta emot utmärkelsen, eftersom jag inte anser att det ankommer på en regering att avgöra vem som är hedervärd).

## Verksamhet som nationalekonom
Specialiserad på ekonomisk ojämlikhet täcker Thomas Piketty både teoretiska och normativa frågor i sina verk. Ett forskningsprojekt om höginkomster i Frankrike redovisades i Les hauts revenus en France au XXe (Höginkomster i Frankrike under 1900-talet) (Grasset, 2001), baserad på statistik som täcker hela seklet och är byggd på data från skattemyndigheterna (särskilt deklarationer på inkomstskatt).
Thomas Piketty påvisade i sin bok att ojämlikheten i inkomster sjönk märkbart under 1900-talet, mest efter andra världskriget, till stor del beroende på minskad ojämlikhet i fastighetsinnehav, medan ojämlikheten i löner förblev stabil. Enligt honom var minskningen ett resultat av stark ökning i progressiviteten i inkomstskatten efter kriget, vilket störde dynamiken i ackumulationen av fastighetsinnehav när tillgången på överskottspengar reducerades för de mest förmögna.
Han är motståndare till den minskning i skattebördan som pågått i Frankrike sedan 1990-talets slut, eftersom han anser att det bidrar till återuppbyggandet av den tidigare "rentierklassens" stora förmögenheter. Att ersätta denna ekonomiskt inaktiva klass som tidigare dominerade inkomsthierarkin med folk som tjänar sina inkomster av arbete skulle leda till en minskning av ojämlikheten och en stimulering för ekonomisk tillväxt.
Med statistik försökte Piketty också att visa att Lafferkurvan, som gör gällande att höga marginalskattesatser på höginkomster sporrar de rika att arbeta mindre, antagligen var försumbar eller liten vad beträffar Frankrike.

### Jämförande studier och kritik av Kuznetskurvan
Därefter påbörjade Piketty jämförelser i ojämlikhetens dynamik i andra utvecklade länder tillsammans med andra nationalekonomer, särskilt Emmanuel Saez. Forskningen fann att de engelskspråkiga länderna under de senaste 30 åren undergått ett återuppbyggande av stark ojämlikhet efter en minskning lik den i det kontinentala Europa.
Enligt Thomas Piketty är den tendens Simon Kuznets kunde iaktta i början av 1950-talet inte nödvändigtvis en produkt av ekonomiska krafter utan har andra orsaker. Följaktligen garanteras inte någon minskning i ekonomisk ojämlikhet enligt kuznetskurvan. I USA har ojämlikheten växt häftigt de senaste 30 åren och återgått till 1930-talets förhållanden.
Piketty har även publicerat sig inom områden som ojämlikhet i skolorna och det franska pensionssystemet, där han förordar att ta efter det svenska.  Han är även verksam som kolumnist i Libération och skriver ibland op-ed-artiklar för Le Monde.

### Kapitalet i tjugoförsta århundradet(2013)
Thomas Piketty har intresserat sig för den nygamla ojämlikheten och har samlat sina tankar och erfarenheter från sin forskning i en väldig volym, Le Capital au XXIème siècle (Kapitalet i tjugoförsta århundradet), en bok som snabbt fått ett genomslag och uppmärksammats långt utanför den franskspråkiga världen.
Pikettys analys av de föregående två seklen visar att kapitalet i sitt naturliga lopp inte tenderar att spridas och "sippra ner" till allas gagn utan tvärtom koncentreras till ett fåtal. Utvecklingen av välståndet från 30-talet till efterkrigstiden är att betrakta som en anomali beroende på den utmaning depressionen och världskriget skapade.